# Список локацій серіалу «Сімпсони»
Список локацій у серіалі «Сімпсони» — повний список усіх крамниць, магазинів, фірм, фабрик, заводів, клубів та закладів, що є присутніми у мультсеріалі «Сімпсони». Тут наведено повний список локацій з серіалу.
Локації йдуть в алфавітному порядку.

## Аеропорт
Аеропорт — Спрингфілдський місцевий міжнародний аеропорт. Саме з цього аеропорту Сімпсони часто вирушали у закордонні поїздки: у Танзанію, Токіо, Бразилію. Попри загальну комічність серіалу, в аеропорті працюють дуже серйозні люди, і працівники не раз забороняли й Гомеру, і Барту, і іншим здійснювати польоти цією авіалінією. Барт стоїть не вперше в адміністрації у «чорному» списку. 
Аеропорт у серіалі часом служить для розв'язки епізодів (особливо з переслідуванням одного з головних персонажів, наприклад Апу або Мардж). Гомер також стверджує: «з нашого аеропорту — неможливо втекти», що не раз сам доводив, побивши пілота літака і не дозволивши йому написати привітання дружині Апу, або за допомогою Віггама завадив поїздці Мардж та Мо на Оаху, Гаваї (16 сезон, серія «Пивна матуся»).
Також можна побачити на таблицях напрямки польотів у аеропорті у деяких серіях. По США були рейси у Нью-Йорк, Атланту, Орегон. Серед інтернаціональних — Австралія, Англія, Танзанія, ПАР, Алжир, Японія (Токіо), Китай (Шанхай, Пекін).

## Атомна електростанція

АЕС

Спрингфілдська АЕС — місцева атомна електростанція, побудована ще 1952 році. Має 11 енергоблоків та 14 поверхів. На станції працює 714 осіб.Майже усі правила техніки безпеки регулярно порушуються і станція часто перебуває під загрозою знищення, проте завжди завдяки диву, не вибухає.
Власником енергоцентралі є 104-річний багатій Монтгомері Бернс, який полюбляє звільняти своїх працівників та скидувати їх у спускні люки, або підпільно продавати радіоактивні матеріали терористам.
На станції працює головний персонаж серіалу — Гомер Сімпсон. Гомер дуже некомпетентний і невмілий працівник і вже впродовж 9 з половиною років обіймає посаду інспектора з безпеки на станції. Він керує пультом Т-437, на якому безліч функцій, хоча Гомер знає заледве десяту частину їх, ба більше він часто спить на роботі, нічого не робить, їсть у їдальні або просто займається дурницями як-от: перепилює пульт керування, відправляє ядерні відходи у водопровід та часто не помічає аварійних ситуацій, хоча у серії «Гомера визначено» дивом рятує АЕС від знищення, вгадавши клавішу, яку треба було натиснути, щоб зупинити роботу реактора. Через безвідповідальність, Гомера звільняють протягом серіалу понад 30 разів, хоча беруть назад, бо не знаходять кращих працівників. На станції працюють друзі Гомера — Ленні та Карл, і вони мають освіту фізиків, проте не відрізняються від Гомера ні розумом, ні здібностями.
Не один Гомер некомпетентний: більшість працівників так само не справляються зі своїми обов'язками та зовсім не виконують роботу: влаштовують півнячі бої, грають у карти, б'ються, граються з плутонієм тощо. Єдиними компетентним можна назвати Чарлі, що працює у хімічній лабораторії, інспектора Смізерса, померлого Френка Граймса, який хотів довести некомпетентність Гомера і загинув від удару струмом та ще декількох працівників — Зутроя, тата Шеррі й Террі та кількох неназваних.
На станції також є досить багато мутантів — 34 відсотки працівників і у місті живе чимало наслідків діяльності АЕС, яка знаходить в межах міста усупереч правилам: три-, чотири- та більше-окі рибки, яких місцеві охрестили Мигайками, та яких рибалить (і одразу їсть) у вільний час Гомер; радіоактивна помість кабана, двоголовий козел та потвора схожа на людину у скафандрі (пародія на одного з найвідоміших монстрів з серіалу «Скубі-Ду») та інші жахливі мутанти, щоправда, вони вже стали цілком звичними для жителів Спрингфілда.

## Ацтек-Кінотеатр

Кінотеатр

Ацтекський кінотеатр — місцевий 40-річний кінотеатр, дуже популярний серед жителів Спрингфілда, значимий об'єкт серед культури Спрингфілда. Відкритий понад 40 років тому, протягом десятиліть кінотеатр транслює популярні справді існуючі та вигадані фільми, наприклад: «Містер Сміт їде у Вашингтон» (вигаданий фільм за участю Мела Гібсона, Марс атакує!, «Цар Соломон», «Каїн і Авель» (2 фільми Фландерса), «Кінг-Конг», «Щелепи», «Термінатор» (у серіалі було показано усі 3 фільми) тощо).
Невідомо чому саме його назвали «Ацтек», але Ліса Сімпсон в епізоді «Поза блискавицею» і «Втрачена Амазонія» каже, що кінотеатр було побудовано на похованні ацтеків.
У кінотеатрі також показують аматорські фільми за режисурою та участю і жителів Спрингфілда.

## Квік-Е-Март
Квік-Е-Март - магазин, власником якого є Апу Нахасапімапетілон. Заклад часто страждає від пограбувань, а власник не обходиться від шахраювання: Апу переписує термін придатності продуктів. Зокрема такий момент був у заставці повнометражного мультфільму "Сімпсони в кіно". 
«Таверна Мо»
Туди ходить Гомер завжди коли має вільний час. В таверні працює чоловік відомий як «Мо»